# 小行星1995
小行星1995（1995 Hajek）是一颗围绕太阳公转的小行星。1971年10月26日，盧波什·科胡特克在汉堡发现了此天体。
該小行星以捷克天文學家塔德阿什·哈耶克命名。
这颗小行星的绝对星等为13.2等。